# 208 (szám)
A 208 (kétszáznyolc) a 207 és 209 között található természetes szám.
A 208 kifejezhető a 207,999… végtelen tizedestört alakjában is.